# Gli anni miei
Singles de Elsa
Solo era un sueño (Avril 1990) Rien que pour ça... (Septembre 1990)
Gli anni miei est le 11e single physique d'Elsa. C'est la version italienne de Jour de neige destinée aux marchés italiens.
Aucun vidéo clip ne fut tourné à l'occasion de cette sortie et la chanson est passée inaperçue en Italie.

## Supports commerce
- 45 tours promo
  - Face A : Gli anni miei  4:00
  - Face B : Jamais nous  4:00

La chanson est également sur la compilation Elsa, l'essentiel 1986-1993.